# Péninsule de Forillon

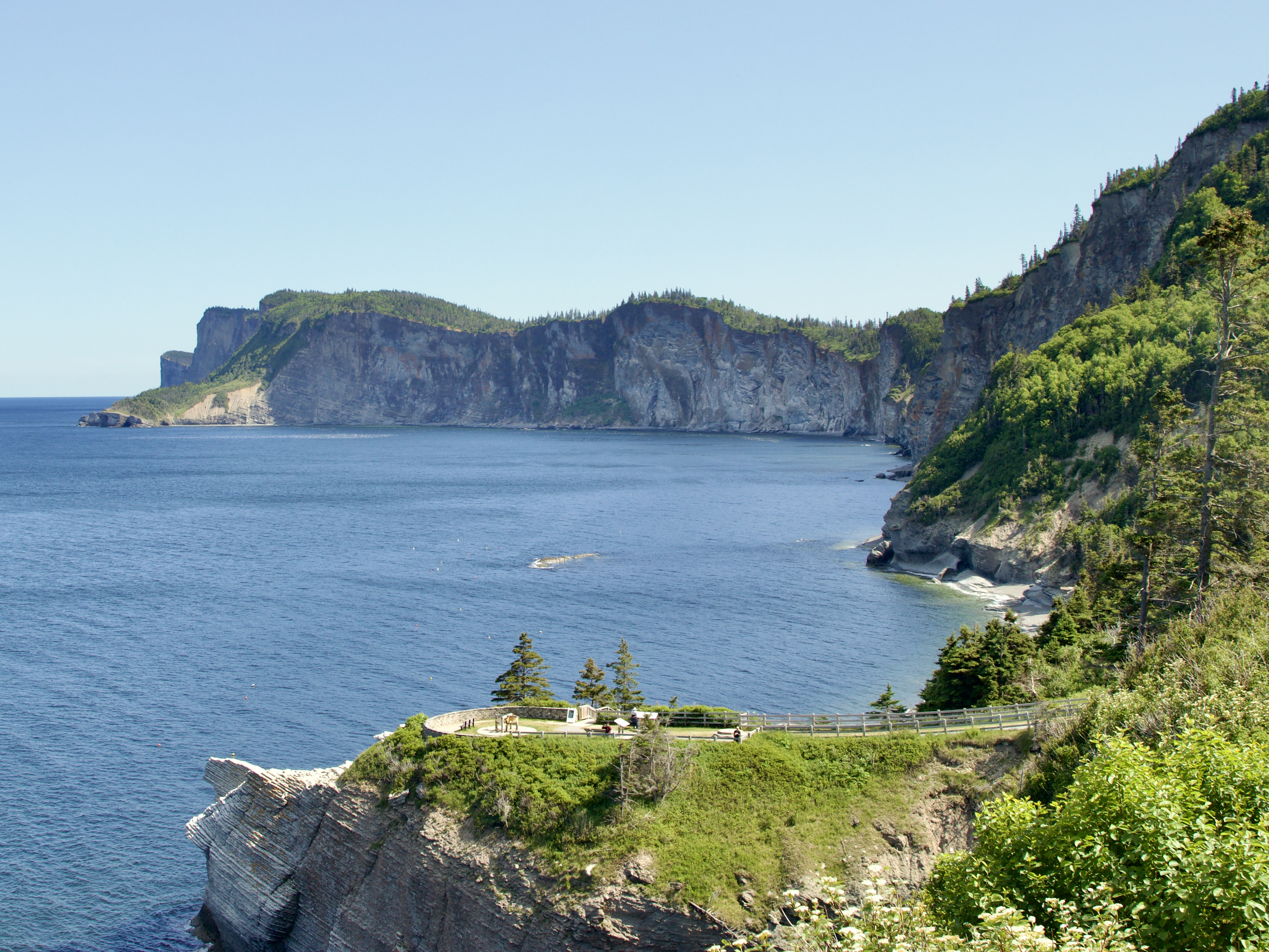
Le cap Bon-Ami, du côté nord de la péninsule de Forillon.

Le péninsule de Forillon est une péninsule située à l'extrémité orientale de la Gaspésie dans la province canadienne du Québec. Le cap Gaspé est son cap oriental.
Le parc national de Forillon englobe la péninsule.